# 45. ceremonia wręczenia Złotych Globów
Złote Globy za rok 1987 przyznano 21 stycznia 1988 r. w Beverly Hilton Hotel w Los Angeles.

Nagroda im. Cecila DeMille za całokształt twórczości otrzymał Clint Eastwood.

Laureaci:

## Kino

### Najlepszy dramat
Ostatni cesarz, reż. Bernardo Bertolucci
nominacje:
- Krzyk wolności, reż. Richard Attenborough
- Imperium słońca, reż. Steven Spielberg
- Fatalne zauroczenie, reż. Adrian Lyne
- La Bamba, reż. Luis Valdez
- Wariatka, reż. Martin Ritt

### Najlepsza komedia/musical
Nadzieja i chwała, reż. John Boorman
nominacje:
- Baby Boom, reż. Charles Shyer
- Telepasja, reż. James L. Brooks
- Dirty Dancing, reż. Emile Ardolino
- Wpływ księżyca, reż. Norman Jewison

### Najlepszy aktor dramatyczny
Michael Douglas – Wall Street
nominacje:
- Denzel Washington – Krzyk wolności
- Jack Nicholson – Chwasty
- John Lone – Ostatni cesarz
- Nick Nolte – Chwasty

### Najlepsza aktorka dramatyczna
Sally Kirkland – Anna
nominacje:
- Faye Dunaway – Ćma barowa
- Glenn Close – Fatalne zauroczenie
- Rachel Chagall – Gaby. Historia prawdziwa
- Barbra Streisand – Wariatka

### Najlepszy aktor w komedii/musicalu
Robin Williams – Good Morning, Vietnam
nominacje:
- William Hurt – Telepasja
- Patrick Swayze – Dirty Dancing
- Nicolas Cage – Wpływ księżyca
- Steve Martin – Roxanne
- Danny DeVito – Wyrzuć mamę z pociągu

### Najlepsza aktorka w komedii/musicalu
Cher – Wpływ księżyca
nominacje:
- Diane Keaton – Baby Boom
- Holly Hunter – Telepasja
- Jennifer Grey – Dirty Dancing
- Bette Midler – Zwariowane szczęście

### Najlepszy aktor drugoplanowy
Sean Connery – Nietykalni
nominacje:
- R. Lee Ermey – Full Metal Jacket
- Richard Dreyfuss – Wariatka
- Rob Lowe – Amerykański kadryl
- Morgan Freeman – Cwaniak

### Najlepsza aktorka drugoplanowa
Olympia Dukakis – Wpływ księżyca
nominacje:
- Anne Archer – Fatalne zauroczenie
- Norma Aleandro – Gaby. Historia prawdziwa
- Vanessa Redgrave – Nadstaw uszu
- Anne Ramsey – Wyrzuć mamę z pociągu

### Najlepsza reżyseria
Bernardo Bertolucci – Ostatni cesarz
nominacje:
- James L. Brooks – Telepasja
- Richard Attenborough – Krzyk wolności
- Adrian Lyne – Fatalne zauroczenie
- John Boorman – Nadzieja i chwała

### Najlepszy scenariusz
Mark Peploe, Bernardo Bertolucci i Enzo Ungari – Ostatni cesarz
nominacje:
- James L. Brooks – Telepasja
- John Boorman – Nadzieja i chwała
- David Mamet – Dom gry
- John Patrick Shanley – Wpływ księżyca

### Najlepsza muzyka
Ryūichi Sakamoto, David Byrne i Su Cong – Ostatni cesarz
nominacje:
- George Fenton i Jonas Gwangwa – Krzyk wolności
- John Williams – Imperium słońca
- Henry Mancini – Szklana menażeria
- Ennio Morricone – Nietykalni

### Najlepsza piosenka
„(I've Had) The Time of My Life” – Dirty Dancing – muzyka: Franke Previte, John DeNicola, Donald Markowitz; słowa: Franke Previte
nominacje:
- „Shakedown” – Gliniarz z Beverly Hills II – muzyka: Harold Faltermeyer, Keith Forsey; słowa: Harold Faltermeyer, Keith Forsey, Bob Seger
- „Nothing's Gonna Stop Us Now” – Manekin – muzyka i słowa: Albert Hammond, Diane Warren
- „The Secret of My Success” – Tajemnica mojego sukcesu – muzyka i słowa: Jack Blades, David Foster, Tom Keane, Michael Landau
- „Who's That Girl” – Kim jest ta dziewczyna? – muzyka i słowa: Patrick Leonard, Madonna

### Najlepszy film zagraniczny
Moje pieskie życie, reż. Lasse Hallström (Szwecja)
nominacje:
- Do zobaczenia, chłopcy, reż. Louis Malle (Francja)
- Jean de Florette, reż. Claude Berri (Francja)
- Pokuta, reż. Tengiz Abuładze (ZSRR)
- Oczy czarne, reż. Nikita Michałkow (Włochy)